# Lijst van scheenplaatschildpadden
Onderstaand een lijst van alle soorten schildpadden uit de familie pelomedusa's (Pelomedusidae). Er zijn 27 verschillende soorten die verdeeld worden in twee geslachten. 
- Soort Pelomedusa barbata
- Soort Pelomedusa galeata
- Soort Pelomedusa gehafie
- Soort Pelomedusa kobe
- Soort Pelomedusa neumanni
- Soort Pelomedusa olivacea
- Soort Pelomedusa schweinfurthi
- Soort Pelomedusa somalica
- Soort Pelomedusa subrufa
- Soort Pelomedusa variabilis
- Soort Pelusios adansonii
- Soort Pelusios bechuanicus
- Soort Pelusios broadleyi
- Soort Pelusios carinatus
- Soort Pelusios castaneus
- Soort Pelusios castanoides
- Soort Pelusios chapini
- Soort Pelusios cupulatta
- Soort Pelusios gabonensis
- Soort Pelusios marani
- Soort Pelusios nanus
- Soort Pelusios niger
- Soort Pelusios rhodesianus
- Soort Pelusios sinuatus
- Soort Pelusios subniger
- Soort Pelusios upembae
- Soort Pelusios williamsi